# Крабові палички
Кра́бові па́лички (також звані «імітацією крабового м'яса») — вид продуктів, які створюються штучно з обробленого рибного білка сурімі або подрібненого м'яса білої риби. За формою і кольором нагадують м'ясо крабової клешні.

## Історія

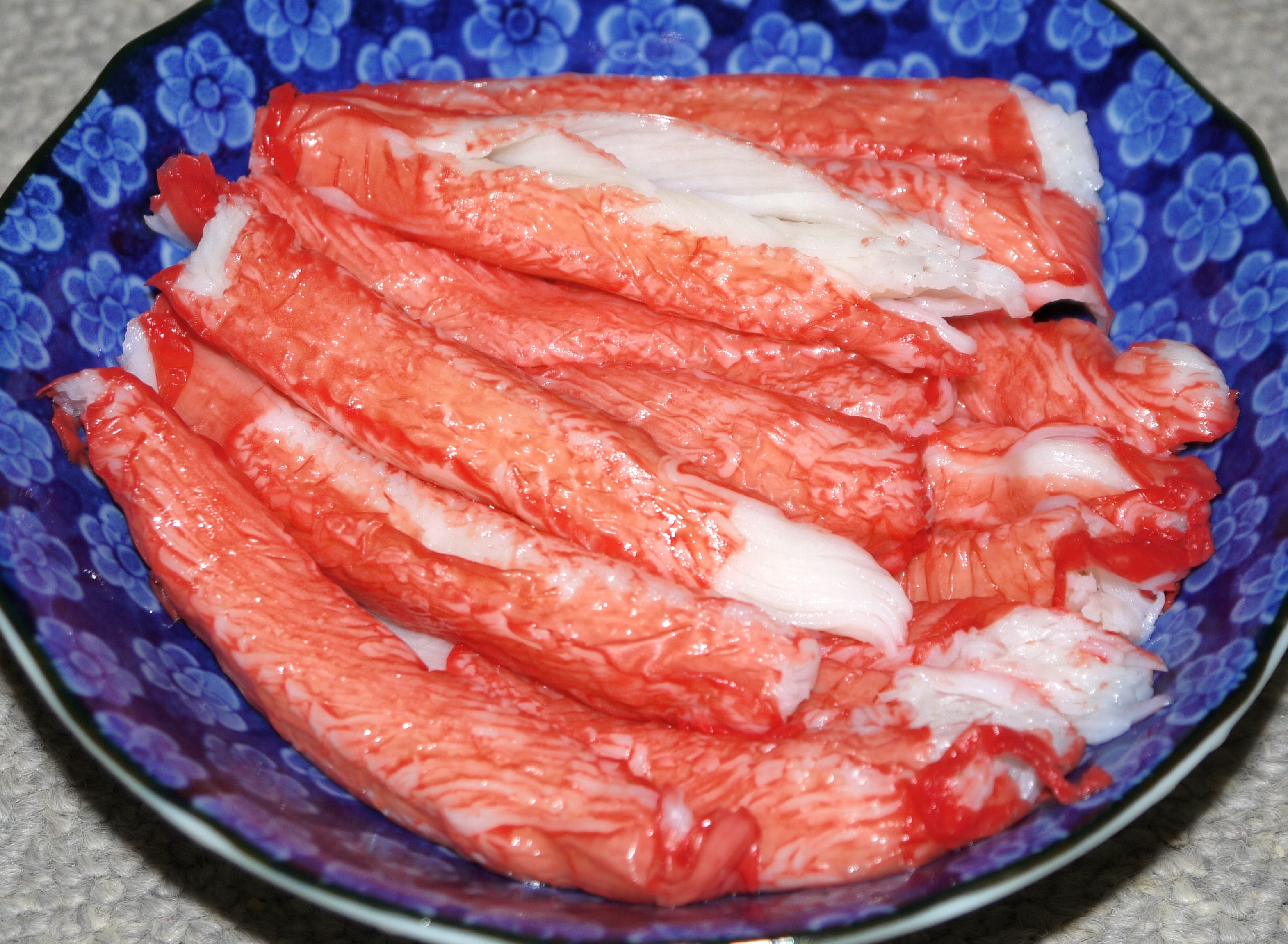
SugiyoKaori-hako

Японська компанія «Sugiyo Co., Ltd» (スギヨ, Sugiyo) винайшла крабові палички під назвою «Kanikama» у 1973 році і в Японії крабові палички відомі саме під цією назвою.

## Склад і технологія виробництва
Усупереч назві крабові палички взагалі не містять м'яса крабів, а з 1993 року виробники були юридично зобов'язані маркувати їх «крабові палички ароматизовані». Основним інгредієнтом є сурімі — перемелене філе білих океанічних риб (минтай, хек, путасу) з північної частини Тихого океану. Крабові палички, які потрапляють на український ринок, зроблені, як правило, в країнах СНД[джерело?] або Китаї. Велика частина закуповуваної Україною китайської продукції не містить сурімі, а складається з рослинного (соєвого) білка, крохмалю і яєчного білка, а також ароматизованих добавок[джерело?].
Окремі палички, як правило, червоного кольору або жовтувато-червоні, прямокутно-довгастої форми. Прошарки крабових паличок можна акуратно розділити і розмотати приблизно так само, як нитковий сир. Крабові палички не рекомендується заморожувати щоб уникнути втрати вологи. Крабові палички мають характерний запах морепродуктів, текстура нагадує гуму, а смак злегка солоний. Для посилення аромату та смаку, як правило, використовується глутамат натрію.

## Використання
В основному крабові палички використовують у салатах як недорогий замінник справжнього крабового м'яса або як недороге джерело рибного білка. Також найчастіше входить до складу популярних ролів «Каліфорнія».